# Primer plano (programa de televisión chileno, 1961-1964)
Primer plano fue un programa de televisión chileno emitido por Canal 9 de la Universidad de Chile entre 1961 y 1964. Es considerado el primer programa periodístico emitido de forma regular en la televisión chilena.

## Historia
El programa comenzó sus emisiones en 1961, época en que Canal 9 inició la expansión de sus horarios de emisión, llegando a transmitir desde inicios con 1962 de forma diaria, luego de un periodo de emisiones parciales los días viernes durante un par de horas. Presentado por Patricio Bañados, consistía en un espacio de aproximadamente una hora en que se discutía en profundidad sobre un tema de actualidad; sumado a ello, se presentaba un resumen informativo semanal mediante fotografías entregadas por la agencia UPI y los periódicos nacionales; contaba con tres cámaras en el estudio (dos equipos móviles y un tercero utilizado para el telecine) y entre el equipo de producción se encontraba Fernando Valenzuela y Enrique Sepúlveda (camarógrafos), Enrique Bonilla (microfonista), Pedro Pavlovic (operador del telecine), Octavio Lomboy y José Pérez Cartes.
El 10 de agosto de 1962 se realizó en el programa una entrevista simultánea —realizada por Adolfo Yankelevich— a los tres candidatos a diputado para la elección complementaria del 2 de septiembre: Gustavo Monckeberg Barros del Partido Conservador Unido, Sergio Recabarren Valenzuela del Partido Democrático Nacional y Bernardo Leighton del Partido Demócrata Cristiano; es considerada como la primera ocasión en que los políticos aparecían en las pantallas de la naciente televisión chilena presentando sus propuestas. Producto de fallas técnicas, se le ofreció a los candidatos repetir la entrevista al viernes siguiente, a lo cual solo aceptó Gustavo Monckeberg.
Entre las novedades que introdujo Primer plano fue la presentación de breves notas filmadas en 16 mm mediante una cámara casera perteneciente a Raúl Aicardi, y que eran presentadas de forma muda, realizando Patricio Bañados el doblaje en vivo de su propia voz en el estudio. Una de dichas filmaciones correspondía a escena de la época de exámenes estudiantiles de fin de año, con tomas realizadas en parques de Santiago, y emitida en diciembre de 1962.
Tras la partida de Patricio Bañados a Países Bajos a inicios de 1963, Primer plano pasó a ser presentado por Adolfo Yankelevich, quien estuvo a cargo del programa hasta el cierre de Canal 9 en mayo del mismo año para realizar ajustes técnicos. Al reiniciarse las emisiones de Canal 9 a fines de diciembre de 1963, Primer plano volvió al aire, siendo emitido los días domingo y presentado por Julio Lanzarotti, enfocado en la entrega del resumen noticioso semanal. El último programa de Primer plano fue emitido el 31 de mayo de 1964, siendo presentado por Mario Planet.